# Darko Plažanin
Darko Plažanin (Pakrac, 30. kolovoza 1957.—Zagreb, 19. siječnja 2009.), hrvatski haiku-pjesnik. Od 1970-ih živio i djelovao u Samoboru. Jedan je od osnivača samoborske pjesničke skupine Katarza. Jedan od osnivača haiku-društva, član samoborskog ogranka Matice Hrvatske. Jedan je od pokretača Samoborskih haiku-susreta, koje je osobno organizirao i vodio. Uređivao je razne publikacije, pisao članke i recenzije.
Objavio je četiri samostalne zbirke pjesama i dvije zajedničke. Stihovi su mu prevođeni na desetak stranih jezika, zastupljen je u domaćim i svjetskim haiku-antologijama[nedostaje izvor] , a za svoje je stvaralaštvo primio niz domaćih i međunarodnih nagrada i priznanja, među kojima i glavnu nagradu 1990. u Japanu[nedostaje izvor].

## Samostalne zbirke pjesama
Žubor vode (1989.)
Svakidašnji put (1990.)
Samobor (1994.)
Iz crne rupe (1998.)

## Vanjske poveznice
[[http://www.worldhaiku.net/poetry/si/d.plaznin/d.plananin.htm%7CWorld%5Bneaktivna+poveznica%5D Haiku Net]]